# Цифровой банк
Цифровой банк — банк без отделений, функционирующий с использованием модели электронного оборота. Цифровая сеть является основой цифрового банка, а колл-центр, интернет-банкинг, мобильный банкинг и отделения — всего лишь вспомогательное дополнение/
Первопроходцем в создании банка без отделений стал First Direct (Великобритания), начавший работу в октябре 1989 года. Обслуживание клиентов осуществлялось банком в телефонном режиме. За первые сутки банком было принято 1 000 звонков, а к 1995 году в портфеле First Direct было более 500 000 клиентов.

## Современная тенденция охвата банковского сектора цифровыми банками
На протяжении 2015—2020 гг. в Европе, включая Россию наблюдается быстрый рост цифровых банков. Хотя американские банки-конкуренты появляются более медленными темпами. Традиционные банки США десятилетиями доминируют в сфере банковского обслуживания физических лиц. Тем не менее, новые банки-претенденты предлагают альтернативу, в которой используются передовые инновации в цифровых технологиях, чтобы предоставлять клиентам более удобные и полезные услуги. Цифровые банки предоставляют полностью цифровую услугу, доступную через приложения или настольный компьютер. Это означает, что у них нет физических ответвлений. Тем не менее, доступность 24/7, оперативное обслуживание клиентов и бесчисленные функции, помогающие управлять финансами и защищать безопасность, означают, что для этого типа услуг не нужны физические отделения.

## Основные отличия цифрового банка от классического банка
Создатели необанков бросили вызов классической банковской системе, а именно обслуживанию розницы. Смысл необанка заключается в том, что необанк на основе своего мобильного приложения должен отличаться высокой технологичностью проводимых банковских операций, которая обеспечивается собственной высокотехнологичной IT-инфраструктурой. Именно собственная высокотехнологичная IT-инфраструктура необанка является основой для создания инновационных банковских продуктов и процессов, интеграции баз данных и коопераций с другими сервисами, позволяющая быстро адаптироваться к изменениям. Если на изначальном уровне этого не заложено, то такой необанк сразу имеет все риски своего быстрого вытеснения с рынка после определённого периода посла своего запуска и продвижения.
Основные отличия сводятся к следующему:
1. Полное отсутствие банковских отделений;
2. 100 % взаимодействие «Банк-клиент» в режиме онлайн;
3. Быстрое привлечение клиента (ориентировочно в 35 кликов);
4. Качественное и удобное для пользователя мобильное приложение, — удобный UX/UI мобильного приложения;
5. Выгодные условия по депозитам и кредитам по сравнению с существующими на рынке;
6. Оперативный, комфортный, работающий контакт-центр (сервис-поддержки) в режиме 24/7.